# Наикини ратници
Наикини ратници је 52. епизода стрип серијала Кен Паркер објављена у Лунов магнус стрипу бр. 696. Објавио ју је Дневник из Новог Сада 1986. године. Имала је 94 стране и коштала 130 динара (0,32 $; 0,67 DEM). Епизоду је нацртао Карло Амброзини и Г. Касертано, а текст написао М. Мантеро. Аутор насловне странице је Бане Керац.

## Оригинална епизода
Оригинална епизода објављена је у новембру 1982. год. под насловом La collera di Naika. Издавач је била италијанска кућа Cepim. Имала је 96 страна и коштала 800 лира.

## Кратак садржај
Група каубоја, у потрази за украденом стоком, наилази на групу индијанца, које такође има крдо стоке. У уверењу да су им индијанци украли стоку, каубоји поубијају цело племе, да би на крају видели да индијанска стока нема каубојски жиг. Једини преживели је бели дечак, којег каубоји одводе са собом. Група је била део племена Кајова којег предводи поглавица Наика. Дечак је био његов посинак. Наика и Кајове откопају ратну секиру и крећу у рат са белцима са циљем да освете мртве и врате Наикиног посинка.

## Претходна и наредна епизода
Овој епизоди претходила је епизода Игре са смрћу (ЛМС-674), а након ње објављена је епизода Врело живота (ЛМС-704). Списак свих епизода серијала Кен Паркера објављених у ЛМС може се погледати овде.